# Grupo de Artillería 16
El Grupo de Artillería 16 (GA 16) es una unidad de artillería del Ejército Argentino con asiento se encuentra en la localidad de Zapala, Provincia del Neuquén, y dependiente de la Agrupación de Artillería de Campaña 601, compartiendo la guarnición con la Base de Apoyo Logístico «Neuquén». Su dotación es el cañón CITER 155 mm.

## Historia
En el año 1964 se crea el Grupo de Artillería 181 (GA 181), dependiente del Comando del V Cuerpo de Ejército.
El Grupo de Artillería 181 integró el Agrupamiento B que se desplazó a la provincia de Tucumán por orden del Comando General del Ejército para reforzar la V Brigada de Infantería que llevaba adelante el Operativo Independencia. El Agrupamiento B se turnaba con los Agrupamientos A y C, creados para el mismo fin.
A mediados de 1977, el GA 161 destacó el Equipo de Combate «Salas» al Comando de Institutos Militares —Campo de Mayo— en operaciones antiguerrilleras.
En el Conflicto Austral de 1978 el GA 181 marcha al sector fronterizo de Neuquén, cumpliendo su rol. Se genera el Grupo de Artillería 182 (GA 182). En el año 1981 el GA 181 pasa a GA 161, dependiente del Comando del IV Cuerpo de Ejército. Hacia 1996 pasa a denominarse GA 16, su denominación actual.
En 1994 muere el Conscripto Omar Carrasco en el GA 161, generando una conmoción a nivel nacional que marca el fin del Servicio Militar Obligatorio (SMO), vigente desde 1901.
En 2019 el GA 16 dejó de depender de la VI Brigada de Montaña y pasa a la Agrupación de Artillería de Campaña 601 de San Luis.

## Actividades
En tiempos de paz la unidad desarrolla actividades de entrenamiento como ascensos en las montañas. También, integrantes de la unidad recibieron capacitación en la lucha contra los incendios.
La unidad normalmente realiza tareas de ayuda humanitaria en Zapala como parte de las misiones secundarias la fuerza.

## Organización
- Jefatura
- Plana Mayor
- Batería de Artillería «A»
- Batería de Artillería «B»
- Batería Comando y Servicios